# Tribute (chanson)
Pour les articles homonymes, voir Tribute.
Tribute est le premier single de l'album Tenacious D, du groupe du même nom. C'est un hommage humoristique à la meilleure chanson du monde que le duo se vante d'avoir interprété en tentant de sauver leurs âmes d'un démon qu'ils croisèrent un jour. L'ironie est qu'ils sont incapables de se souvenir de cette chanson et que Tribute ne ressemble pas du tout à cette dernière. Cette histoire reprend la légende racontée par Tartini à Jérôme Lalande sur la genèse de sa Sonate des trilles du Diable. Le clip fut produit par Liam Lynch et fut nommé « Cinquième meilleur clip de tous les temps » par les lecteurs du magazine Kerrang!.
Lors des concerts, la fin de la chanson est chantée comme l'est Stairway to Heaven, ce qui sous-entendrait que la meilleure chanson au monde serait celle-ci...

## Certifications
| Pays                    | Certification | Unités certifiées |
| ----------------------- | ------------- | ----------------- |
| Australie (ARIA)        | Platine       | 70 000            |
| Nouvelle-Zélande (RMNZ) | Or            | 5 000             |
| Royaume-Uni (BPI)       | Or            | 400 000           |